# Propiedad residual
Una propiedad residual es un concepto de la termodinámica que se define como la diferencia entre la propiedad de un gas real y la propiedad de un gas ideal, ambos considerados a la misma presión, temperatura y composición.
se denota de la siguiente manera:

{\displaystyle M^{R}=M^{o}-M^{gi}}
Donde:
M°: cualquier propiedad termodinámica (V, H, S, U) a T y P del sistema.
Mgi: La propiedad en la condición de gas ideal, a T y P del sistema.